# اندیس سورجم
سورجم یک اندیس فلزی است که در حوالی شهر میناب استان هرمزگان قرار دارد و مادهٔ معدنی موجود در آن، مس است.سنگ میزبان این اندیس آمیزه رنگین است و دیرینگی آن به دوران کرتاسه بالایی می‌رسد. در این اندیس، پاراژنز‌های سولفیدها یافت می‌شوند.